# Maldivian
A Maldivian é uma empresa aérea com sede em Malé, nas Maldivas, sendo a principal do país, foi fundada em 2000.

## Frota
Em agosto de 2017:
- Airbus A320-200: 1
- Airbus A321-200: 1
- Bombardier Dash 8 Q200: 2
- Bombardier Dash 8 Q300: 8
- de Havilland Canada DHC-6 Twin Otter Series 300: 11